# Liédson
Liédson da Silva Muniz (Cairu, 1977. december 12. –) ismertebb nevén Liédson, portugál labdarúgó csatár, jelenleg a Sporting játékosa, beceneve Levezinho.

## Pályafutása
Pályafutását a brazil Poções-ben kezdte, innen igazolt Prudentópolis, hétköznaponként egy szupermarketben dolgozott, 22 évesen megvette a Coritiba Foot Ball Club, amely már profi labdarúgóklub. Ezután a Flamengo-ban és a Corinthians-ben játszott. 2003-ban meg vette az európai Sporting 2 millió euróért. A  Sportingban már több mint 200 mérkőzésen több mint 100 gólt rúgott.

## Válogatottban
Liédson bár brazil származású, mégis a portugál labdarúgó-válogatottban játszik. 2009. augusztus 26-án Carlos Queiroz beválogatta a keretbe. 2009. szeptember 9-én debütált Dánia ellen, amelyen egyből gólt is lőtt. 2010. június 21-én csereként beállva gólt lőtt a 2010-es vb-n az Észak-Korea elleni 7-0-s mérkőzésen.

### Góljai a válogatottban
| # | Dátum               | Helyszín                                             | Ellenfél     | Gólja | Végeredmény | Kiírás                                     |
| - | ------------------- | ---------------------------------------------------- | ------------ | ----- | ----------- | ------------------------------------------ |
| 1 | 2009. szeptember 5. | Parken Stadion, Koppenhága, Dánia                    | Dánia        | 1–1   | 1–1         | 2010-es labdarúgó-világbajnokság-selejtező |
| 2 | 2009. október 10.   | Estádio da Luz, Lisszabon, Portugália                | Magyarország | 2–0   | 3–0         | 2010-es labdarúgó-világbajnokság-selejtező |
| 3 | 2010. március 3.    | Estádio Cidade de Coimbra, Coimbra, Portugália       | Kína         | 2–0   | 2–0         | Barátságos                                 |
| 4 | 2010. június 21.    | Cape Town Stadion, Fokváros, Dél-afrikai Köztársaság | Észak-Korea  | 5–0   | 7–0         | 2010-es labdarúgó-világbajnokság           |

## Statisztikái
| Klub           | Szezon         | Bajnokság  | Bajnokság | Állami bajnokság | Állami bajnokság | Kupa  | Kupa  | Liga kupa | Liga kupa | Szuperkupa | Szuperkupa | Kontinentális | Kontinentális | Összes | Összes |
| Klub           | Szezon         | Mérkőzések | Gólok     | Mérk.            | Gólok            | Mérk. | Gólok | Mérk.     | Gólok     | Mérk.      | Gólok      | Mérk.         | Gólok         | Mérk.  | Gólok  |
| -------------- | -------------- | ---------- | --------- | ---------------- | ---------------- | ----- | ----- | --------- | --------- | ---------- | ---------- | ------------- | ------------- | ------ | ------ |
| Prudentópolis  | 2001           | 0          | 0         | 15               | 5                | –     | –     | –         | –         | –          | –          | –             | –             | 15     | 5      |
| Prudentópolis  | Összesen       | 0          | 0         | 15               | 5                | –     | –     | –         | –         | –          | –          | –             | –             | 15     | 5      |
| Coritiba       | 2001           | 9          | 5         | –                | –                | –     | –     | –         | –         | –          | –          | –             | –             | 9      | 5      |
| Coritiba       | 2002           | –          | –         | 3                | 1                | 2     | 0     | 15        | 14        | –          | –          | –             | –             | 20     | 15     |
| Coritiba       | Összesen       | 9          | 5         | 3                | 1                | 2     | 0     | 15        | 14        | –          | –          | –             | –             | 29     | 20     |
| Flamengo       | 2002           | 24         | 14        | –                | –                | –     | –     | –         | –         | –          | –          | –             | –             | 24     | 14     |
| Flamengo       | Összesen       | 24         | 14        | –                | –                | –     | –     | –         | –         | –          | –          | –             | –             | 24     | 14     |
| Corinthians    | 2003           | 14         | 10        | 11               | 6                | –     | –     | –         | –         | –          | –          | 8             | 6             | 33     | 22     |
| Corinthians    | Összesen       | 14         | 10        | 11               | 6                | –     | –     | –         | –         | –          | –          | 8             | 6             | 33     | 22     |
| Sporting       | 2003–04        | 30         | 15        | –                | –                | 2     | 1     | –         | –         | –          | –          | 4             | 3             | 36     | 19     |
| Sporting       | 2004–05        | 31         | 25        | –                | –                | 2     | 1     | –         | –         | –          | –          | 14            | 9             | 47     | 35     |
| Sporting       | 2005–06        | 31         | 15        | –                | –                | 5     | 2     | –         | –         | –          | –          | 2             | 0             | 38     | 17     |
| Sporting       | 2006–07        | 28         | 15        | –                | –                | 6     | 6     | –         | –         | –          | –          | 5             | 0             | 39     | 21     |
| Sporting       | 2007–08        | 26         | 11        | –                | –                | 3     | 3     | 5         | 4         | 1          | 0          | 11            | 6             | 46     | 24     |
| Sporting       | 2008–09        | 26         | 17        | –                | –                | 2     | 2     | 3         | 4         | –          | –          | 4             | 2             | 35     | 25     |
| Sporting       | 2009–10        | 28         | 13        | –                | –                | 3     | 3     | 2         | 2         | –          | –          | 13            | 4             | 46     | 22     |
| Sporting       | Összesen       | 200        | 111       | –                | –                | 23    | 18    | 10        | 10        | 1          | 0          | 53            | 24            | 287    | 163    |
| Karrier összes | Karrier összes | 246        | 140       | 29               | 12               | 25    | 18    | 25        | 24        | 1          | 0          | 61            | 31            | 388    | 224    |